# Mayfair Carriage
Mayfair Carriage Company (anfänglich: Progressive Coach & Motor Body Company) war ein britischer Karosseriehersteller, der in der Zeit zwischen den Weltkriegen individuelle Aufbauten für Automobile der Oberklasse fertigte. Mayfair ist vor allem bekannt für zahlreiche elegante Karosserien auf Alvis-Chassis.

## Unternehmensgeschichte

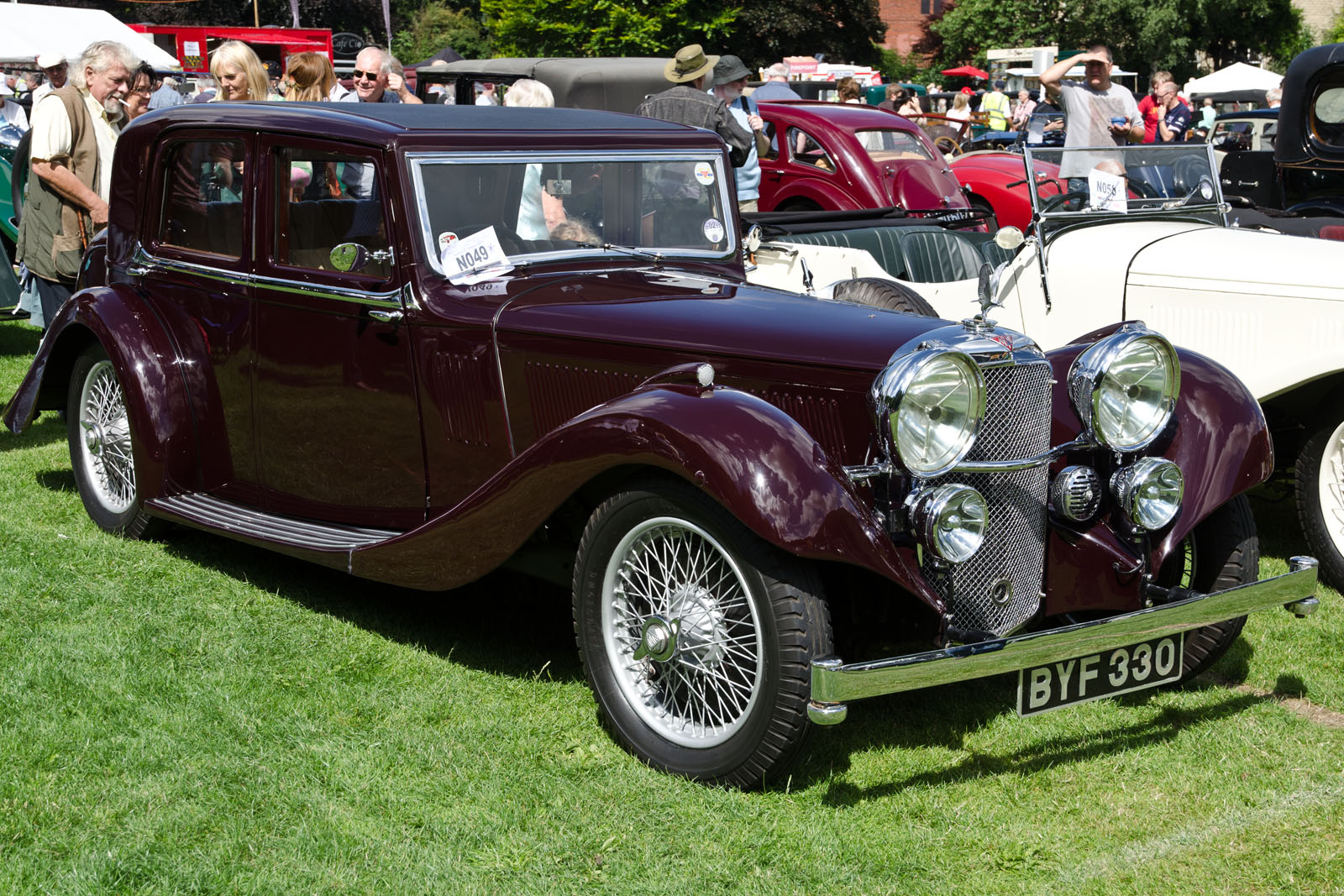
Alvis Speed 20 SC mit Mayfair-Aufbau

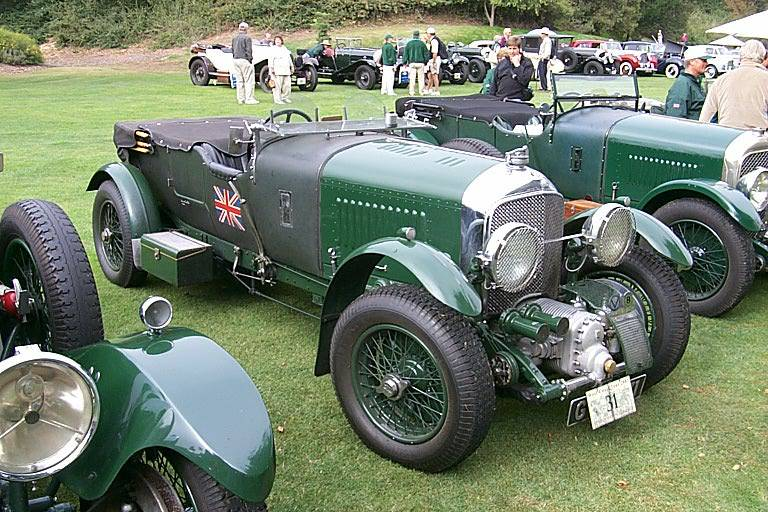
Bentley 4½ Litre Tourer mit Mayfair-Aufbau

Mayfair Motor Carriage geht auf den im Londoner Stadtteil Kilburn ansässigen Karosseriehersteller Motor Car Industries zurück. 1924 trennten sich die Inhaber von Motor Car Industries. Einer von ihnen verließ das Unternehmen und gründete in einem benachbarten Stadtteil einen neuen Betrieb, der anfänglich als Kelvin Carriage firmierte und ab 1925 die Bezeichnung Carlton Carriage trug. Sein ehemaliger Geschäftspartner übernahm die Werkshallen von Motor Car Industries in Kilburn und setzte den Betrieb dort zunächst unter dem Namen Progressive Coach & Motor Body fort. 1929 firmierte der Betrieb schließlich in Mayfair Carriage um, ohne dass allerdings ein tatsächlicher Bezug zu dem vornehmen Londoner Stadtteil gleichen Namens bestand. 1934 verlegte Mayfair den Betriebssitz in den Stadtteil The Hyde (Borough of Barnet) im Nordwesten Londons; die bisherigen Werksanlagen in Kilburn wurden von dem neu gegründeten Karosseriebauunternehmen Corinthian Coachwork übernommen.
In den ersten Jahren fertigte Progressive Coach vornehmlich Aufbauten für Chassis von Buick und Minerva. Nach der Umbenennung in Mayfair konzentrierte sich das Unternehmen auf britische Hersteller. Mayfair begann mit Karosserien für Humber und Wolseley. Ab 1931 ergab sich eine Beziehung zum Oberklassehersteller Alvis Cars, für den Mayfair in den folgenden Jahren regelmäßig Limousinen, Coupé- und Sportwagenkarosserien fertigte. Hinzu kamen zahlreiche Aufbauten für Rolls-Royce; eine Quelle spricht von insgesamt etwa 400 Karosserien. Daneben entstanden einzelne Entwürfe für Chassis von Armstrong-Siddeley, Bentley, Lagonda und Mercedes-Benz. Die Entwürfe Mayfairs wurden vielfach als außergewöhnlich elegant und würdevoll angesehen.
Mit dem Ausbruch des Zweiten Weltkriegs gab Mayfair die Fertigung hochwertiger Automobilkarosserien auf. Nach Kriegsende entstanden noch zwei Einzelkarosserien für H.R.G.; im Übrigen konzentrierte sich das Unternehmen vollständig auf die Herstellung von LKW-Aufbauten, die allerdings in den späten 1950er-Jahren endete. Ab 1959 war Mayfair ein reiner Reparaturbetrieb für Personenkraftwagen und LKWs, zeitweise wurde auch mit Automobilen gehandelt. In den 1970er-Jahren stellte Mayfair den Betrieb ein.
Der Name Mayfair Carriage Company wird heute von einem 2003 gegründeten Taxi- und Mietwagenunternehmen in Oxford genutzt, das zu dem ehemaligen Karosseriehersteller keinen Bezug hat.